# 260 (число)
260 (дві́сті шістдеся́т) — натуральне число між 259 та 261. Недостатнє число.
260 — магічна константа для магічних квадратів розміром 8х8, як, наприклад для магічного квадрата, винайденого Бенджаміном Франкліном:

260 день у році — 17 вересня (у високосний рік 16 вересня).

## Ізопсефія
- груз. ჟოლო жоло — малина = 90 +70 +30 +70 = 260. Див. Грузинська ізопсефія.

## В інших областях
- 260 рік;
- 260 рік до н. е.
- 260 — телефонний код Замбії